# Birger Sörvik
Knut Birger Sörvik (Göteborg, Västra Götaland, 4 de desembre de 1879 – Göteborg, 23 de maig de 1978) va ser un gimnasta suec que va competir a primers del segle xx. Era germà dels també esportistes Haakon i Leif Sörvik.
El 1908 va prendre part en els Jocs Olímpics de Londres, on guanyà la medalla d'or en la prova del concurs complet per equips, com a membre de l'equip suec.